# 北冬書房
北冬書房（ほくとうしょぼう）は、権藤晋（本名:高野慎三）によって1972年に設立された東京都目黒区にある出版社。

## 概要
1966年に青林堂に入社した権藤晋は、約5年間にわたり月刊漫画『ガロ』の編集に携り、つげ義春、つげ忠男、林静一、佐々木マキ、滝田ゆうなど個性的な漫画家が活躍する同誌の黄金時代を演出した。特に青林堂への入社を希望したのは、つげ義春とゆっくり話がしてみたいと思ったからである（著書『つげ義春1968』より）。
1967年には石子順造、菊池浅次郎（山根貞男）、梶井純らとともに漫画研究のための雑誌『漫画主義』を創刊。
その5年後の1972年に青林堂を退社、北冬書房を設立し、漫画・評論誌『夜行（やぎょう）』、映画評論誌『加藤泰研究』などを編集・刊行。
その後、『夜行』のコンセプトを継承する雑誌『幻燈』を創刊するなどユニークな出版活動を続けている。

## 出版物一覧
※ 冊数が多いため、伸縮型のメニューとして掲載する。

## 所在地
- 東京都目黒区大橋2-9-10[1][2]

## 交通アクセス
- 鉄道:京王井の頭線「神泉駅」「駒場東大前駅」下車、または東急田園都市線「池尻大橋駅」下車、徒歩7分。
- バス:東急バス 渋谷始発51・52系統、「松見坂下」下車徒歩2分。

### 営業時間
- 11:00～23:00  不定休[1]。